# Viktor Korčnoj
Viktor Lvovič Korčnoj (23. března 1931 Leningrad – 6. června 2016 Wohlen) byl nejprve sovětský a později švýcarský šachový velmistr ruské národnosti. Je považován za jednoho z nejlepších šachistů, který se nikdy nestal mistrem světa.
Dvakrát se neúspěšně střetl s Karpovem o titul mistra světa. Byl také čtyřnásobným sovětským šampionem.
Díky svému nekompromisnímu stylu boje byl přezdíván Viktor Hrozný. Byl velmi ctěn pro vytrvalost, s níž se navzdory vysokému věku účastnil vrcholných turnajů a držel se ve světové špičce – i ve svých 77 letech se pohyboval na počátku druhé stovky celosvětového šachového žebříčku.

## Životopis
Narodil se židovské pianistce z Ukrajiny a polskému inženýrovi, katolíkovi a komunistovi. Přežil blokádu Leningradu 1941–1944. V roce 1954 ukončil studium historie na leningradské univerzitě. Roku 1958 se oženil s Isabelou (Gruzínka), se kterou měl syna Igora.
V roce 1972 natočil Sergej Mikaeljan hraný film Grossmejstěr (Гроссмейстер), kde Korčnoj vystupuje v roli trenéra hlavního hrdiny. Ve filmu se objevují přední sovětští šachisté – Tal, Averbach, Tajmanov a Kotov. Po Korčného emigraci film nebyl promítán.
V červenci roku 1976 na turnaji v Amsterdamu požádal v Nizozemsku o azyl. Nakonec se v roce 1978 usadil ve Švýcarsku, kde mu byl azyl udělen. V roce 1992 získal švýcarské občanství. Režim v Sovětském svazu zabránil manželce a synovi ve vycestování, odsuzující dopisy napsal i Karpov. Korčného jméno bylo vymazáno z literatury, jeho partie nesměly být publikovány. KGB dokonce najala při zápase s Karpovem v roce 1978 hypnotizéra, který měl narušit jeho soustředění při partiích. V roce 1982 bylo povoleno vycestovat manželce a synovi, po třech letech se však rozvedli. Korčnoj se znovu oženil v roce 1992[zdroj?] s Rakušankou[zdroj?] Petrou Leeuwerikovou. Michail Gorbačov mu vrátil v roce 1990 sovětské občanství.

## Hráčská kariéra
Šachy začal hrát v šesti letech, v roce 1947 a 1948 vyhrál přebor SSSR mládeže. V roce 1956 se stal mezinárodním velmistrem.
Viktor Korčnoj vstoupil do absolutní světové špičky již v roce 1962 kvalifikací na turnaj kandidátů v Curaçau a poté, s výjimkou roku 1965, byl jeho účastníkem nepřetržitě po dalších více než 30 let. Roku 1978 se stal vyzyvatelem tehdejšího mistra světa Anatolije Karpova a ve zcela vyrovnaném zápase mu nakonec podlehl 5:6 při 21 remízách. V dalším zápase o titul r. 1981 v Meranu však již Karpov dominoval a zvítězil 6:2. V roce 1983 podlehl v zápase turnaje kandidátů mladému Garrimu Kasparovovi, který tak překonal vážnou překážku ve své cestě k titulu mistra světa. Naopak pro Korčného to znamenalo počátek postupného ústupu z absolutní světové špičky. Zůstal však účastníkem elitních velmistrovských turnajů až do svých bezmála 70 let, poslední významný turnaj hrál v holandském Wijk aan Zee r. 2000.
Nejvyšší ELO 2695 měl v roce 1979. Od září do prosince 1965 byl šachovou jedničkou, desítku nejlepších hráčů opustil až v roce 1990.
I když se nikdy nestal mistrem světa, Viktor Korčnoj patří mezi nejvýznamnější šachisty dvacátého století.

## Úspěchy
- desetinásobný kandidát mistrovství světa
- dvojnásobný účastník zápasu o titul mistra světa
- čtyřnásobný vítěz mistrovství Sovětského svazu, stejně tak i Švýcarska, jednou Nizozemska
- šestkrát získal s týmem SSSR titul na šachové olympiádě
- v roce 1978 získal Oskara pro nejlepšího šachistu světa
- v roce 2006 se stal mistrem světa veteránů